# Saint-Quentin-sur-Nohain
Saint-Quentin-sur-Nohain – miejscowość i gmina we Francji, w regionie Burgundia-Franche-Comté, w departamencie Nièvre.
Według danych na rok 1990 gminę zamieszkiwało 130 osób, a gęstość zaludnienia wynosiła 8 osób/km² (wśród 2044 gmin Burgundii Saint-Quentin-sur-Nohain plasuje się na 780. miejscu pod względem liczby ludności, natomiast pod względem powierzchni na miejscu 584.).